# فان لیک فورست (پنسیلوانیا)
فان لیک فورست (به انگلیسی: Fawn Lake Forest) یک منطقهٔ مسکونی در ایالات متحده آمریکا است که در شهرستان پایک، پنسیلوانیا واقع شده‌است. فان لیک فورست ۷۵۵ نفر جمعیت دارد.